# Margaret Stokes
Margaret McNair Stokes (Dublín, marzo de 1832-Howth, 20 de septiembre de 1900) fue una ilustradora, anticuaria y escritora irlandesa.

## Biografía
Nacida en Dublín, era hija del Dr. William Stokes y su esposa Mary (de soltera Black). Un hermano, Whitley Stokes, fue un destacado celtista, y un segundo hermano, Sir William, siguió los pasos de su padre en el mundo de la medicina y fue un destacado cirujano. Figuras importantes en el campo de las antigüedades como el artista Sir George Petrie, el abogado y poeta Sir Samuel Ferguson, Edwin Wyndham-Quin, tercer conde de Dunraven y Mount-Earl, y los historiadores James Henthorn Todd y William Reeves fueron visitantes frecuentes de la casa de la familia Stokes, y se dice que esto inició el interés de Margaret por las antigüedades irlandesas.
Sus primeras obras publicadas fueron ilustraciones e iluminaciones para una edición de 1861 del poema de Ferguson The Cromlech at Howth; la página del título fusionaba partes de las iluminaciones de dos páginas del Libro de Kells. Era una editora, fotógrafa e ilustradora informada y experimentada cuando comenzó a publicar investigaciones bajo su propio nombre. En la década de 1870 editó Notes on Irish Architecture (3 volúmenes, 1875–1877) después de la muerte del autor en 1871. Su obra Early Christian Art In Ireland (1887, 2.ª edición, 1911) fue muy bien considerada, y si bien el crítico Oscar Wilde no se conmovió con la prosa de Stokes, elogió sus ilustraciones. Produjo dos obras sobre los primeros santos irlandeses medievales en Europa: Six Months in the Apennines (1892) y hree Months in The Forest of France (1895). Sus High Crosses of Ireland quedaron incompletas al momento de su muerte.
Fue la primera mujer irlandesa en ser elegida miembro honorario de la Real Academia Irlandesa en 1876 y de la Real Sociedad de Anticuarios de Irlanda.
Murió en su casa de Howth, condado de Dublín, en 1900. Sus documentos están en posesión del Trinity College de Dublín y la Galería Nacional de Irlanda conserva un retrato en tiza de Walter Osborne.